# OpenServer

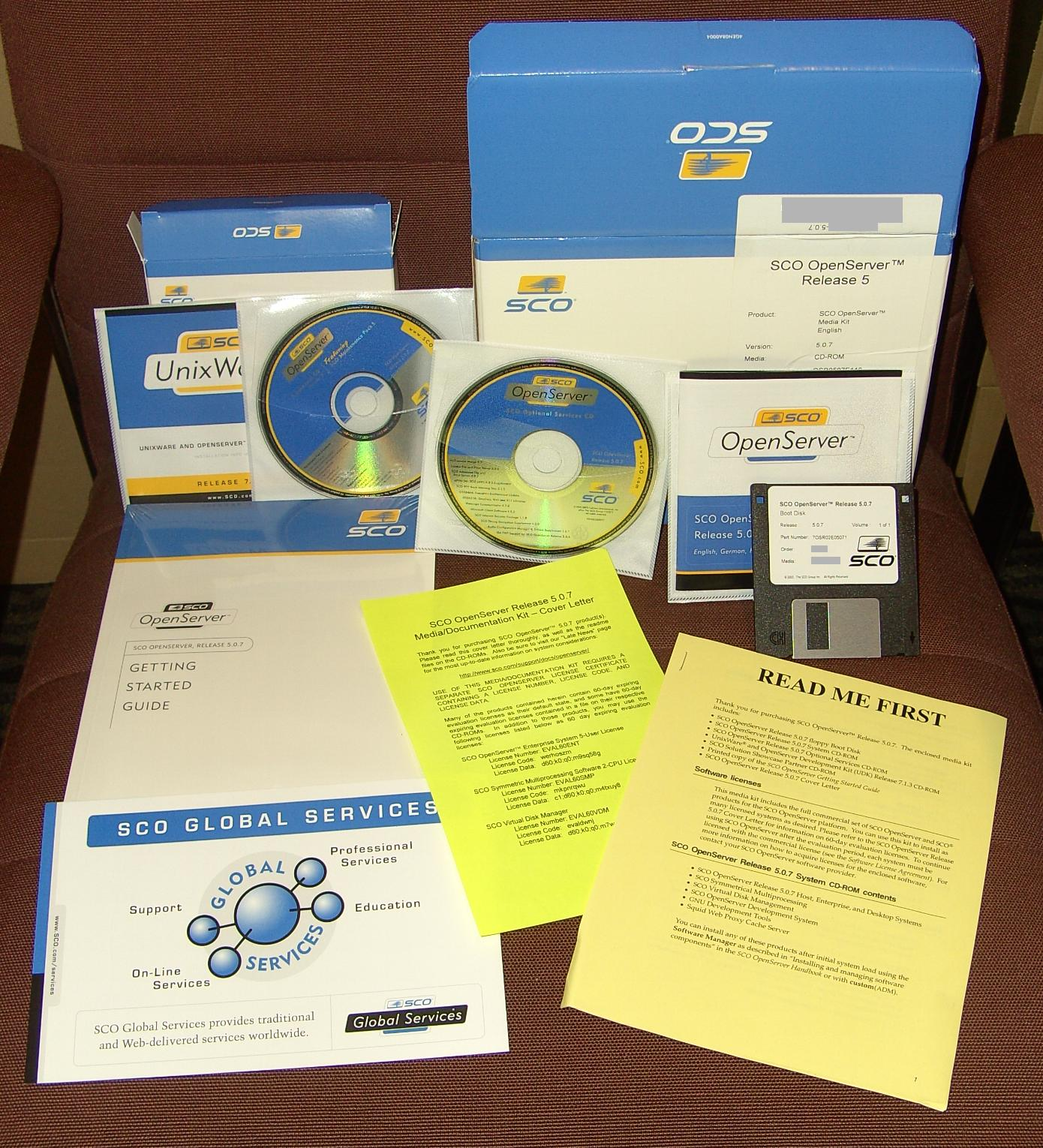
SCO OpenServer Rel 5.0.7ボックスセット

OpenServerとは、Santa Cruz Operation (SCO) によって開発されたクローズドソースのオペレーティングシステム (OS) である。かつてはSCO UNIX、SCO Open Desktop (SCO ODT) と称していた。Santa Cruz Operationは後にSCOグループが買収し、現在はXinuosが所有している。OpenServerの初期のバージョンはUNIX System Vベースであったが、OpenServer 10以降はFreeBSDベースとなった。

## 歴史

### SCO UNIX/SCO Open Desktop
SCO UNIXはマイクロソフトのXENIXのSanta Cruz Operation派生の後継として登場したもので、UNIX System V Release 3.2にXENIXのデバイスドライバやユーティリティを統合したものであった。1989年、SCO UNIX System V/386 Release 3.2.0がSCO XENIXの後継製品としてリリースされた。基本OS製品にはTCP/IPネットワーク機能やX Window Systemは含まれておらず、追加料金を払えばアドオンパッケージとしてこれらの機能を利用できた。その後間もなく、SCOはアドオンパッケージを含めた製品をSCO Open Desktopの名前でリリースした。1991年、漢字バージョンである「漢字Open Desktop」(80386/80486をCPUとして搭載したパーソナルコンピュータ上で動作するSCO UNIX SystemV/386 Release3.2にグラフィカルユーザインターフェイスのOSF/Motifを装備した統合化UNIXを日本語化したもの)を開発、OEM提供を開始した。1994年、追加のSMPパッケージであるSCO MPXがリリースされた。
同じころ、AT&TはXENIX、BSD、SunOS、UNIX System V Release 3の機能を統合したUNIX System V Release 4を完成させた。SCO UNIXはUNIX System V Release 3ベースのままだったが、Release 4の新たな機能のほとんどを吸収していった。
1992年にリリースされたSCO UNIX 3.2v4.0とOpen Desktop 2.0には、長いファイル名とシンボリックリンクのサポートが追加された。1995年のリリースでOpenServer Release 5.0.0と名前を変え、ELF実行形式と動的共有ライブラリのサポートが追加され、カーネル構造の多くが動的となった。

### SCO OpenServer
1995年にリリースされたSCO OpenServer 5はSCOの主要な製品となり、PizzaNet（ピザハットとの提携により行われた最初のインターネットベース食品配送システム）やSCO Global Access（Open Desktop Liteベースのインターネットゲートウェイサーバ）などの製品基盤となった。その巨大なインストール基盤のため、SCO OpenServer 5は積極的に保守され、2009年4月になっても主要なアップデートがSCOによりなされていた。
2005年に初めてリリースされたSCO OpenServer 6は、AT&T UNIX System V Release 4.2MPとノベルのUnixWare 7を統合したものがベースである。SCO OpenServer 6は巨大ファイル、巨大メモリ、マルチスレッド化されたカーネル（軽量プロセス）をサポートした。このOpenServerとUnixWareを統合したコードベースはUNIX System V Release 5 (SVR5) と呼ばれた。SCOはOpenServer 6用としてSVR5を専有しているため、SCO以外の有名な開発会社やリセラーでSVR5を利用しているところは全くない。SCO OpenServer 6には、SCO OpenServer 5のアプリケーションとバイナリ互換性、OpenServer 5のシステム管理、OpenServer 5のユーザ環境をそれぞれ統合したUnixWare 7のSVR5カーネルが含まれていた。
SCO OpenServerは主に小規模や中規模のビジネス (SMB) マーケットへと販売されていた。SCO OpenServerはスモールオフィス、POSシステム、複製されたサイト、バックオフィスデータベースサーバ開発で広く使われている。SCO OpenServerの有名な大規模顧客には、マクドナルド、タコベル、Big O Tires、ピザハット、コストコファーマシー、NASDAQ、トロント証券取引所、ブラジル銀行、ロシアや中国の多くの銀行、インドの鉄道システムなどが挙げられる。

### UnixWareとの統合
1995年、SCOはUnixWareの配布権とそのSystem V Release 4コードベースをノベルから購入したことで、SCOはOpenServerの以降のリリースよりUnixWareからのコードをいくつか再利用できるようになった。Release 6が登場するまでは、UnixWareからの流用は主にコンパイラシステム、Uniform Driver Interfaceドライバフレームワーク、USBサブシステムに限られていた。
1990年代末にはSCOのUNIXシステムを使ったシステムを販売する付加価値再販業者 (VAR) は全世界に約15,000ほど存在した。
2000年8月2日、SCOはUnixWareとOpenServerを含む部門をカルデラシステムズに売却することを発表した。2001年5月にこの買収が完了した。旧SCOの残りの部門はタランテラに社名を変更し、2002年にカルデラシステムズはSCOグループに社名を変更した。

### SCOグループの下で
SCOグループはOpenServerの開発と保守を続けた。現在も既に古い5.0.x（3.2v5.0.xベース）を保守し続けており、最も新しいのは5.0.7である。
2005年6月22日、新しい6.0.xの最初のリリースであるOpenServer 6.0（コードネームは "Legend"）がリリースされた。SCO OpenServer 6はUNIX System V Release 5 (SVR5) のカーネルベースであるが、このカーネルはUNIX System V Release 4.2MPとUnixWare 7のコードベースを統合したものである。OpenServer 6.0の機能は、C言語、C++、Javaのアプリケーションにおいて、POSIXインタフェース経由によるマルチスレッドをサポートする。OpenServer 6の特徴として、（5.0.xにはなかった）カーネルレベルのマルチスレッドがある。
また、新たにSMPサポートが強化され（最大32プロセッサまで）、パーティション毎に1テラバイトまでサポート（NFSv3経由でさらに巨大なファイルをサポート）し、ファイルシステム性能が強化され、メモリも最大64GBまでサポートする。
OpenServer 6.0はXENIX 286向けに開発されたアプリケーションまで互換性を考慮している。さらにSCOは価格設定とライセンス条件を変更し、OpenServer 5.0.7と同価格で2倍のユーザー数、4倍のCPU数、4GBメモリサポートを提供している。
長いSCO・Linux論争の後、SCOグループは2011年に倒産した。

### UnXis / Xinuos（2011年 - 現在）
2011年、UnXisはOpenServerとUnixWareの権利を買収し、後に社名をXinuosに変更した。
2015年6月、XinuosはFreeBSDオペレーティングシステムベースのOpenServer 10を発表した。同時にXinuosは既存の顧客に古いOS製品からのマイグレーションパスを紹介した。2015年12月、XinuosはOpenServer 5、OpenServer 6、UnixWare 7の "Definitive" バージョンをリリースした。これらはOpenServer 10と上位互換である。

## バージョン
| バージョン              | ベース       | リリース日 | コードネーム | エディション                                                       |
| ----------------------- | ------------ | ---------- | ------------ | ------------------------------------------------------------------ |
| SCO UNIX System V/386   | SVR3.2.0     | 1989       | ?            |                                                                    |
| Open Desktop 1.0        | SVR3.2.1     | 1990       | ?            |                                                                    |
| Open Desktop 1.1        | SVR3.2v2.0   | 1991       | ?            | 3.2v2.1へのアップグレード補完                                      |
| SCO UNIX                | SVR3.2v4.0   | 1992       | ?            |                                                                    |
| Open Desktop 2.0        | SVR3.2v4.1   | 1992       | Phoenix      | Desktop System, Server                                             |
| Open Desktop/Server 3.0 | SVR3.2v4.2   | 1994       | Thunderbird  | Open Desktop, Open Desktop Lite, Open Server                       |
| OpenServer 5.0          | SVR3.2v5.0   | 1995       | Everest      | Desktop System, Host System, Enterprise System                     |
| OpenServer 5.0.2        | SVR3.2v5.0.2 | 1996       | Tenzing      | Desktop System, Host System, Enterprise System, Internet FastStart |
| OpenServer 5.0.4        | SVR3.2v5.0.4 | 1997       | Comet        | Desktop System, Host System, Enterprise System                     |
| OpenServer 5.0.5        | SVR3.2v5.0.5 | 1999       | Davenport    | Desktop System, Host System, Enterprise System                     |
| OpenServer 5.0.6        | SVR3.2v5.0.6 | 2000       | Freedom      | Desktop System, Host System, Enterprise System                     |
| OpenServer 5.0.7        | SVR3.2v5.0.7 | 2003       | Harvey West  | Desktop System, Host System, Enterprise System                     |
| OpenServer 6.0          | SVR5         | 2005       | Legend       | Starter, Enterprise                                                |
| OpenServer 5 Definitive | SVR3.2v5     | 2015       | Definitive   | OpenServer 10と上位互換                                            |
| OpenServer 6 Definitive | SVR5         | 2015       | Definitive   | OpenServer 10と上位互換                                            |
| OpenServer 10           | FreeBSD      | 2015       | 10.0         | 初めてのFreeBSDベースのリリース                                    |